# Stanisław Iżycki
Stanisław Jan Iżycki (ur. 8 maja 1881 w Powodowie, zm. 15 marca 1941 w Budapeszcie) – komisarz rządowy miasta Łodzi (1919–1927).

## Życiorys
Podczas I wojny światowej służył jako oficer i dostał się do niewoli niemieckiej – przebywał w oficerskim obozie jenieckim w Werl. W 1922 figurował jako oficer Rezerwy Wojska Polskiego w stopniu podporucznika artylerii. W latach 1919–1927 pełnił funkcję komisarza rządowego na miasto Łódź. Jako komisarz m.in. działał w strajkowych komisjach rozjemczych, angażował się w działalność w Łódzkim Chrześcijańskim Towarzystwie Dobroczynności. Od 1 czerwca 1928 pełnił funkcję dyrektora łódzkiego oddziału Warszawskiego Towarzystwa Ubezpieczeń, w tym samym roku został także członkiem zarządu Łódzkiej Straży Ogniowej Ochotniczej. Był członkiem i współzałożycielem Towarzystwa Polsko-Rumuńskiego, członkiem zarządu towarzystwa Polsko-Szwedzkiego w Łodzi. Podczas II wojny światowej służył jako porucznik rezerwy artylerii. Wraz ze swoim oddziałem przebywał jako uchodźca w obozie oficerów polskich w Eger.

### Życie prywatne
Był synem Józefa Iżyckiego i Marianny z domu Strzeleckiej. 7 sierpnia 1909 roku w parafii św. Krzyża w Łodzi ożenił się z Aleksandrą Stępowską (ur. 1888), córką Teofila Stępowskiego i Lucyny z domu Bednarzewskiej. Mieli syna Wiesława (ur. 1910). Podczas pobytu w Łodzi mieszkał przy ul. Rokicińskiej 47 (późn. Aleja marsz. Józefa Piłsudskiego 47), ul. Piotrkowskiej 124, a następnie przy ul. Nawrot 2. Zmarł w związku z problemami zdrowotnymi, związanymi z sercem w Klinice Uniwersyteckiej w Budapeszcie.
Został pochowany 15 marca 1941 na nowym cmentarzu komunalnym w Budapeszcie.

## Odznaczenie
- Krzyż Oficerski Orderu Odrodzenia Polski (2 maja 1923)[16][17][18]